# Můstek
Můstek är ett berg i Tjeckien. Det ligger i den västra delen av landet, 130 km sydväst om huvudstaden Prag. Toppen på Můstek är 1 234 meter över havet.
Terrängen runt Můstek är huvudsakligen kuperad.Runt Můstek är det ganska glesbefolkat, med 21 invånare per kvadratkilometer. Närmaste större samhälle är Nýrsko, 12,6 km nordväst om Můstek. I omgivningarna runt Můstek växer i huvudsak blandskog.